# Echinochloa oplismenoides
Echinochloa oplismenoides är en gräsart som först beskrevs av Eugène Pierre Nicolas Fournier, och fick sitt nu gällande namn av Albert Spear Hitchcock. Echinochloa oplismenoides ingår i släktet hönshirser, och familjen gräs. Inga underarter finns listade i Catalogue of Life.